# Neofacydes bonthainensis
Neofacydes bonthainensis là một loài tò vò trong họ Ichneumonidae.